# Radkov (powiat Igława)
Radkov – gmina w Czechach, w powiecie Igława, w kraju Wysoczyna.
1 stycznia 2017 gminę zamieszkiwało 247 osób, a ich średni wiek wynosił 42,2 roku.